# Pirotecnica

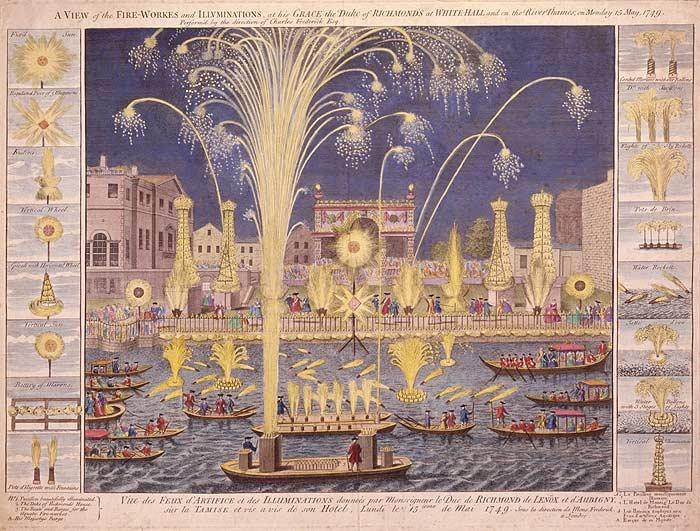
Incisione colorata per Music for the Royal Fireworks sul Tamigi (Londra, 15 maggio 1749)

La pirotecnica è una tecnica consistente nel produrre e utilizzare fuochi d'artificio, prodotti da tecnici esperti mediante l'uso di polvere da sparo per l'esplosione e altri reagenti per ottenere colori e effetti visivi. Questi fuochi d'artificio non vengono usati nell'ambito militare o cantieristico, ma solo ed unicamente per fare spettacolo.
Questa tecnica non va confusa con lo sport del razzimodellismo, che non ha a che fare direttamente con composizioni pirotecniche, perciò è meno pericoloso, pur essendo altrettanto spettacolare.

## Storia
L'arte della pirotecnica è sicuramente molto ammirata, ma la sua storia è poco conosciuta. Tutte le altre arti si basano su teorie, osservano delle regole ed hanno una storia ben definita. I fuochi d'artificio avanzano nel tempo in silenzio, quasi senza storia, conosciuti solo dagli estimatori e dagli sparatori, i cui segreti, teorie, regole e mestiere sono conservati con riserbo all'interno delle singole fabbriche.
Di certo è che la pirotecnica è nata in Cina ad opera dei monaci intorno all'anno 1000, a seguito della casuale scoperta della polvere da sparo intorno all'800 (nota anche come polvere nera o polvere pirica). Tale sostanza iniziò quasi subito ad essere usata per scopi militari, nonostante gli usi che se ne conoscevano all'epoca fossero molto rudimentali. I primi ordigni bellici pirotecnici venivano lanciati a mano o con catapulte.
Alcune cronache storiche cinesi riportano che la polvere da sparo fosse usata in Cina dalla dinastia Sung (960-1279). Altre cronache fanno poi menzione dell'uso di razzi contro gli invasori mongoli nel 1279. In realtà i cinesi costruivano già razzi da guerra ed esplosivi fin dal VI secolo, e le tecniche che essi utilizzavano si diffusero in seguito in Arabia nel VII secolo. Solo intorno al XIII secolo esse raggiunsero una certa efficacia offensiva.
Esiste un accordo quasi unanime sul fatto che siano stati i popoli mongoli a introdurre la polvere da sparo in Europa durante la loro invasione dell'Ungheria sotto la guida di Ögödei Khan, intorno al 1241.
La diffusione della sostanza avvenne col nome di "neve cinese" o "sale cinese" e la sua conoscenza fu tramandata così velocemente che già nel 1245 il filosofo e alchimista inglese Ruggero Bacone sancisce la formula della polvere nera, riportandola nella sua epistola "De secretis operibus artis et naturae, et de nullitate magiae"; la composizione suggerita è sostanzialmente quella ancora in uso tutt'oggi (75% nitrato di potassio comunemente noto come salnitro, 13% di carbone di legna polverizzato, 12% di zolfo). Interessante è il modo in cui viene fornita, sotto forma di un anagramma nel capitolo XI: il passo in latino recita così: "Sed tamen salis petrae LURU VOPO VIR CAN UTRI et sulphuris; et sic facies tonitrum et coruscationem si scias artificium"; anagrammando le parole senza senso ("LURU", "VOPO", "VIR", "CAN", "UTRI") si ottiene "R. VII PART V NOV. CORUL. V", abbreviazione di "R(ecipe) VII PART(es) V NOV(ellae) CORUL(i) V"; quindi l'intera frase reciterebbe così: "Ma tuttavia prendi sette parti di salpetra, cinque parti di nocciolo giovane, cinque di zolfo; e così, se conosci l'artificio, farai tuono e lampo".
La prima testimonianza autorevole dell'uso di questa sostanza in Occidente risale al 1258. I primi sporadici esempi di un uso puramente spettacolare della polvere pirica risalgono al basso medioevo (XIII-XV secolo), usata per accompagnare le Sacre Rappresentazioni; la polvere nera era adoperata durante queste esecuzioni teatrali per raffigurare con scoppi, fiamme e bagliori i luoghi infernali delle narrazioni. Nel 1379 a Vicenza in occasione dell'Ascensione venne messo in scena il volo della colomba: un fuoco sulla corda che dalla torre del Palazzo vescovile volava verso l'effigie di Maria e degli apostoli, celebrando la riconciliazione tra Scaligeri e Visconti.
Diffusasi lentamente in Europa, la polvere da sparo rimase poco utilizzata per fini ludici in quanto serviva principalmente a scopo militare. Le armi da sparo e le relative polveri erano fabbricate dagli esperti militari degli eserciti europei, che producevano poi anche i fuochi artificiali per le celebrazioni delle vittorie, dei trattati di pace o per le manifestazioni di festa non in tempo di guerra.
Le prime fabbriche di fuochi pirotecnici a scopo di spettacolo sorsero in Germania tra il 1340 e il 1348 ad Augusta, Spandau e a Ligńica.
Dall'inizio del XVII secolo si affermarono due principali scuole di pirotecnica in Europa: la "scuola italiana" dei Ruggeri a Bologna, famosa per la spettacolarità dei fuochi nei quali venivano usati degli scenari trasparenti o variamente colorati illuminati poi dalla luce degli spari; la "scuola di Norimberga" dei Clamer, nota per la omonima tecnica di sparo aerea che veniva usata.
Tra il XVII e XVIII secolo le feste popolari e gli avvenimenti importanti in Europa cominciarono ad essere abbelliti dagli spettacoli pirotecnici; si trattava ancora di una diffusione modesta che non comprendeva l'utilizzo dei fuochi colorati.
Nel 1785 Claude Louis Berthollet introdusse l'uso del clorato di potassio nella miscela dei fuochi, cosa che permise di ottenere fuochi colorati. Ebbe così inizio la pirotecnia moderna destinata, con l'utilizzo nelle miscele di polveri di altri metalli, a fornire una molteplicità di effetti luminosi e brillantezza di colori.
Nel 1870 Alfred Nobel scoprì la dinamite, che soppiantò la polvere da sparo negli usi bellici; essa poté allora essere usata anche per lo spettacolo, anche se non immediatamente.
Al giorno d'oggi la pirotecnica è un'arte molto diffusa: in tantissime città del mondo vengono usati i fuochi d'artificio per festeggiare alcune ricorrenze come il Capodanno o Ferragosto: famosi sono infatti quelli di Parigi (nel 2006 vietati a causa dei feriti delle precedenti edizioni) e di Sydney.

## Dipingere con il fuoco, l'arte delpyrodesign
Il pyrodesign è un'attività svolta da un professionista, detto appunto "pyrodesigner", oppure direttamente dal pirotecnico, che si occupa di ideare spettacoli di fuochi d'artificio perfettamente sincronizzati con musica, acqua o luce.
Gli spettacoli ideati vengono successivamente realizzati e programmati con software appositi, chiamati "show creator".
Una volta programmato, lo spettacolo viene montato dal pirotecnico, che piazzando gli artifici, li collega a delle centraline apposite per permettere l'accensione elettronica, anche a distanza.
Il mestiere di pyrodesigner si è sviluppato nel Regno Unito e negli Stati Uniti negli ultimi anni, per arrivare anche in Italia.
Sono molto diffusi in ogni ditta pirotecnica.

## Situazione italiana
L'Italia è uno dei paesi avente una spiccata identità pirotecnica. Esistono diverse scuole e quella cosiddetta napoletana è quella che nell'immaginario collettivo mondiale evoca scenari barocchi e di festa. La scuola napoletana è l'unica specializzata in tutto il mondo nella realizzazione di fuochi d'artificio con delle granate cilindriche a pluriaperture aventi diametri che arrivano fino a 21 cm, ad esempio: bomba a 8, quattro botte e intreccio, stutata, triplo intreccio, ecc.
In Italia esistono diverse manifestazioni pirotecniche e campionati italiani (in precedenza anche mondiali) di rilevanza internazionale:
- Fiori di Fuoco nella città di Omegna in precedenza realizzato a San Remo (ideato e realizzata dalla ditta Parente),
- Roma Caput Lucis - Campionato Mondiale di Fuochi d'Artificio d'Autore, svoltasi a Roma lungo le rive del Tevere nel Quartiere Tor di Quinto (ideato e organizzato dall'imprenditore Emiliano Volpetti)
- Caput Lucis - Campionato Mondiale di Fuochi d'Artificio d'Autore che si svolgeva per alcuni nella città di Valmontone, successivamente alla prima edizione di Roma.
- Stelle di Fuoco - Campionato Italiano di Fuochi d'Artificio che si svolge dal 2018 a Roma presso il parco divertimenti Cinecittà World (ideato e organizzato dall'imprenditore Emiliano Volpetti)
- Festa di San Trifone Adelfia-Montrone Gare Pirotecniche diurne e serali, ogni anno si riuniscono decine di ditte e centinaia di pirotecnici per ammirare l'arte dei fuochi d'artificio.
- Festival nazionale dei fuochi d'artificio a San Severo (organizzata dall'associazione "terra dei fuochi San Severo")

In Italia l'associazione pirotecnica SI.N.O.P (Sindacato nazionale Operatori Pirotecnici) è l'associazione più rappresentativa del settore per la difesa e la tutela degli operatori pirotecnici fabbricanti, importatori e venditori di fuochi d'artificio.
- Festival nazionale fuochi pirotecnici festa dell'olio trofeo San Donato (Rotello CB.) gare pirotecniche diurne e serali.Il 20 e 21 novembre 2010 dove si è svolta per l'ultima volta il festival si esibirono 21 delle migliori ditte pirotecniche del centro e sud Italia.

### Normativa

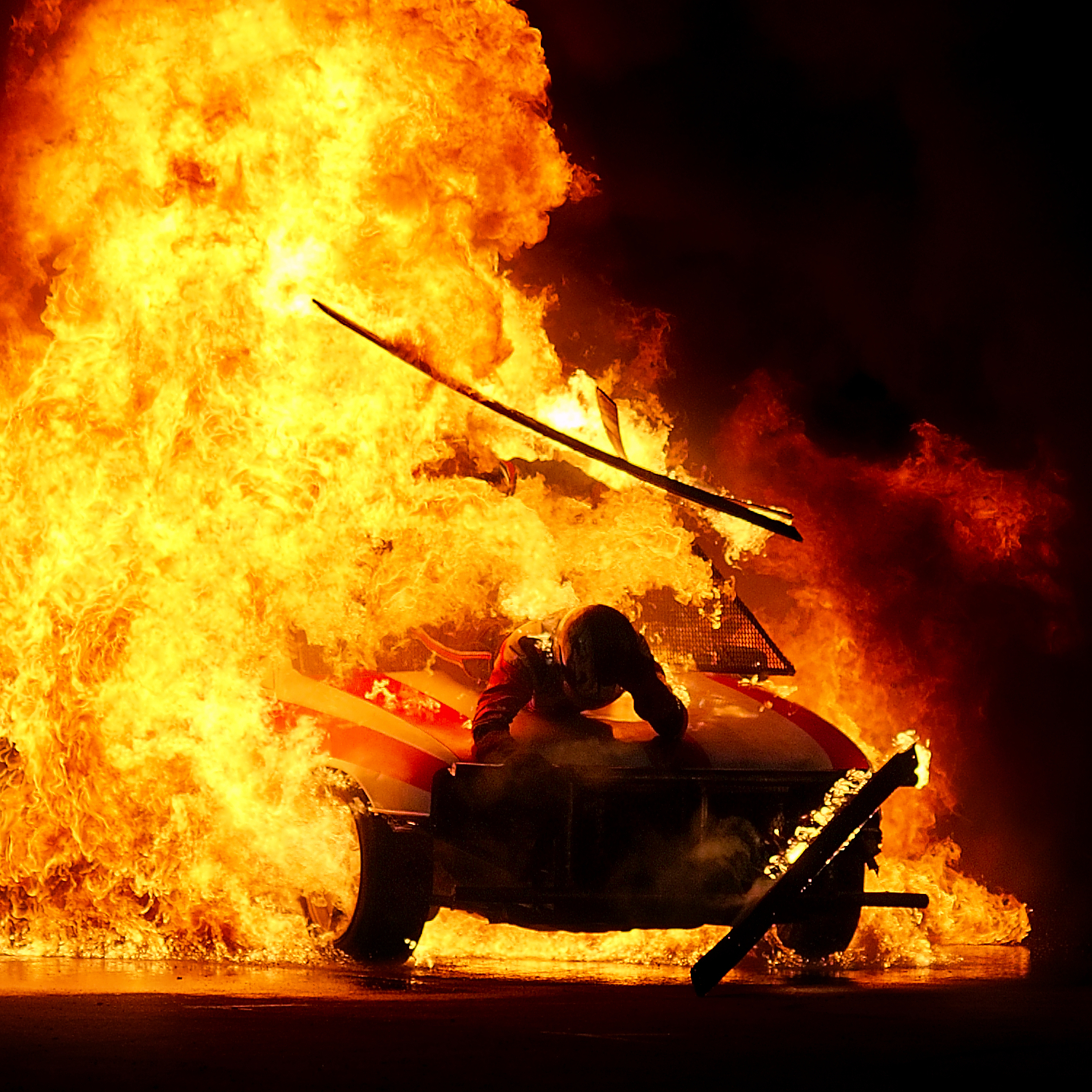
Cascatore all'opera

La Legge di riferimento è il decreto legislativo 123 del 29 luglio 2015, riguardante l'attuazione della direttiva 2013/29/UE concernente l'armonizzazione delle legislazioni degli Stati membri relative alla messa a disposizione sul mercato di articoli pirotecnici.
L'articolo 3 suddivide gli artifizi pirotecnici in tre macro-categorie:
Fuochi d'artificio,
Articoli pirotecnici teatrali e Altri articoli pirotecnici.
1) Fuochi d'artificio:
- Categoria F1: fuochi d'artificio che presentano un rischio potenziale estremamente basso e un livello di rumorosità trascurabile e che sono destinati ad essere utilizzati in spazi confinati, compresi i fuochi d'artificio destinati ad essere usati all'interno di edifici d'abitazione.
- Categoria F2: fuochi d'artificio che presentano un basso rischio potenziale, un basso livello di rumorosità e che sono destinati ad essere usati al di fuori di edifici in spazi confinati.
- Categoria F3: fuochi d'artificio che presentano un rischio potenziale medio e che sono destinati ad essere usati al di fuori di edifici in grandi spazi aperti e il cui livello di rumorosità non è nocivo per la salute umana.
- Categoria F4: fuochi d'artificio professionali che presentano un rischio potenziale elevato e che sono destinati ad essere usati esclusivamente da «persone con conoscenze specialistiche» di cui all'articolo 4, comunemente noti quali «fuochi d'artificio professionali», e il cui livello di rumorosità non è nocivo per la salute umana.

2) Articoli pirotecnici teatrali:
- Categoria T1: articoli pirotecnici per uso scenico, che presentano un rischio potenziale ridotto.
- Categoria T2: articoli pirotecnici professionali per uso scenico che sono destinati esclusivamente all'uso da parte di persone con conoscenze specialistiche.

3) Altri articoli pirotecnici:
- Categoria P1: articoli pirotecnici diversi dai fuochi d'artificio e dagli articoli pirotecnici teatrali che presentano un rischio potenziale ridotto.
- Categoria P2: articoli pirotecnici professionali diversi dai fuochi d'artificio e dagli articoli pirotecnici teatrali che sono destinati alla manipolazione o all'uso esclusivamente da parte di persone con conoscenze specialistiche.

Nell'articolo 5 sono riportate le limitazioni alla vendita degli articoli pirotecnici comprendenti i limiti d'età ed eventuali autorizzazioni necessarie per l'acquisto:
Gli articoli pirotecnici non sono venduti, né messi altrimenti a disposizione dei consumatori al di sotto dei seguenti limiti di età:
- Categoria F1: a privati che non abbiano compiuto il quattordicesimo anno.
- Categoria F2, P1 e T1: a privati che non siano maggiorenni e che non esibiscano un documento d'identità in corso di validità.
- Categoria F3: a privati che non siano maggiorenni e che non siano muniti di nulla osta rilasciato dal Questore ovvero di una licenza di porto d'armi.
- Categorie F4, P2 e T2: esclusivamente a persone con conoscenze specialistiche ed in possesso della licenza del Prefetto o del nulla osta del Questore.

Riguardo a queste ultime tre Categorie:
Le "conoscenze specialistiche" consistono in una abilitazione conseguente un certificato di idoneità rilasciato dal Prefetto su conforme parere della Commissione Tecnica Territoriale per le Sostanze Esplodenti (CTSE) dopo il superamento di un esame teorico/pratico ex art 101 regolamento TULPS (pirotecnico) oppure art 27 D.P.R 302 1956 (fochino).
La licenza fa riferimento all'articolo 47 del TULPS, testo unico delle leggi di pubblica sicurezza.
Il nulla osta del Questore fa riferimento all'art 55 del medesimo.
Secondo il vecchio ordinamento, valido oggi solo per la detenzione, riclassificato per armonizzarlo alle direttive europee, gli artifizi pirotecnici sono classificati in:
- V categoria gruppo D, convertito in F1 (vendita consentita ai maggiori di anni 14), oppure F2/T1/P1 (vendita consentita ai maggiori di anni 18), a seconda dell'artifizio.
- V categoria gruppo E, convertito in F1 (vendita consentita ai maggiori di anni 14).
- V categoria gruppo C, convertito in F2/T1/P1 (vendita consentita ai maggiori di anni 18).
- IV categoria, convertito in F3 (vendita consentita ai possessori di porto d'armi), oppure F4/T2/P2 (vendita consentita ai possessori di apposita licenza prefettizia).

I prodotti di categoria P2 destinati al soccorso e alle emergenze ove è prevista una disposizione regolamentare, possono essere venduti anche a chi non è in possesso di licenza prefettizia, ad esempio i razzi a paracadute per imbarcazione.
secondo l'art 97 del regolamento di esecuzione del T.U.L.P.S., qualsiasi quantitativo di fuochi d'artificio va denunciato all'autorità locale di P.S. eccetto quelli della V categoria gruppo E e della V categoria gruppo D solo per un quantitativo inferiore a 5 kg, ma è prassi comune e pacifica non denunciare i suddetti fuochi se rispettano le caratteristiche della direttiva europea in materia di fuochi d'artificio e rientrano nelle categorie F,T,P.
Possono essere detenuti nella propria abitazione un totale di 25 kg di fuochi d'artificio secondo l'art 97 del regolamento di esecuzione del T.U.L.P.S.
I fuochi d'artificio vanno utilizzati nel rispetto dell'art 703 del codice penale: chiunque, senza la licenza dell'Autorità, in un luogo abitato o nelle sue adiacenze, o lungo una pubblica via o in direzione di essa, spara armi da fuoco, accende fuochi d'artificio, o lancia razzi, o innalza aerostati con fiamme, o in genere, fa accensioni o esplosioni pericolose, è punito con l'ammenda fino a euro 103.
Se il fatto è commesso in un luogo ove sia adunanza o concorso di persone, la pena è dell'arresto fino a un mese.